# Frédéric Ozanam
Frédéric Antoine Ozanam (Milán, Lombardía, 23 de abril de 1813-Marsella, Provenza-Alpes-Costa Azul, 8 de septiembre de 1853) fue un académico y escritor francés del laicado católico, beato y fundador de la Sociedad de San Vicente de Paúl.
Fue profesor de historia de la literatura extranjera en la Sorbona, por lo que se le puede considerar uno de los precursores de la literatura comparada.

## Biografía
Después de algunos meses de pasantía con un abogado, marchó a París en noviembre de 1831 para estudiar Derecho y fue allí huésped de André-Marie Ampère, el célebre hombre de ciencia que influyó extraordinariamente sobre el joven. Obtenido el doctorado en 1836 se le encargó la enseñanza del Derecho mercantil en Lyon en 1839. No obstante, sus aficiones continuaban siendo los estudios literarios, y adquirió una extraordinaria cultura filológica. En enero de 1839 había obtenido el doctorado en Letras con una tesis sobre la Filosofía de Dante. En 1840 logró por concurso el cargo de profesor suplente de Claude Fauriel en la Sorbona, para la cátedra de literaturas extranjeras, y a la muerte del mismo Fauriel fue nombrado, el 21 de noviembre de 1844, profesor ordinario.
Junto con el padre Enrique Lacordaire, el Padre Maret, Charles Coux y otros católicos sociales, el Ozanam fundó el periódico L’Ere Nouvelle (La Nueva Era), del cual fue su primer Director. En seis días tenían 3.200 suscriptores y llegaron a vender 20.000 ejemplares en las calles.
Sentó las bases del nuevo pensamiento social defendiendo la justicia en las relaciones laborales y humanas, condenando la esclavitud y rechazando las enormes diferencias entre ricos y pobres. Su obra tendió a sustituir la limosna por la justicia social.
Tuvo una muerte Mártir.
En 1833 y con el único objetivo de evangelizar a través de una actuación personal con los necesitados, se crea la Conferencia de la Caridad. Poco después esta Conferencia y otras que fueron surgiendo, bajo el patrocinio de la Inmaculada Virgen María y de San Vicente de Paúl, dan origen a la Sociedad de San Vicente de Paúl, institución laica al servicio de los pobres.
Es considerado uno de los precursores de la democracia cristiana, al haber usado en 1830, dicho concepto: «He creído y creo aún, en la posibilidad de la Democracia Cristiana; más aún, no creo en otra cosa, tratándose de política». Ozanam hace un estudio profundo en relación con la Democracia y el cristianismo ya que le preocupaba la indiferencia de los católicos para incorporarse a la lucha política (Hay que tomar en cuenta que para ese entonces lo democrático era visto como un sinónimo de anticlericalismo, de ateísmo militante y de seudoliberalismo en Francia). A raíz de sus estudios, Ozanam fundó un movimiento político el cual tuvo corta actuación debido al golpe de Estado que llevó a Luis Napoleón al gobierno en 1851.
El 22 de agosto de 1997 fue beatificado por Juan Pablo II en la catedral de Notre Dame en París.

## Labor escolar
Ante su labor social y caritativa, su trabajo como profesor universitario ha quedado algo en la sombra, Sin embargo, como exponía el papa Juan Pablo II: «Fue un universitario que desempeñó un papel importante en el movimiento de las ideas de su tiempo. Estudiante, profesor eminente primero en Lyon y luego en París, en la Sorbona, aspira ante todo a la búsqueda y la comunicación de la verdad, en la serenidad y el respeto a las convicciones de quienes no compartían las suyas». Sus clases en la Sorbona estuvieron marcadas por un fuerte interés cultural y político, mostrando un gran interés por un estudio comparativo de las literaturas europeas, especialmente de la francesa y la alemana.

## Publicaciones
Entre sus publicaciones más importantes se encuentran:
- Deux chanceliers d'Angleterre, Bacon de Verulam et Saint Thomas de Cantorbéry (París, 1836)
- Dante et la philosophie catholique au XIIIe siècle (París, 1839, 2.ª ed. 1845)
- Études germaniques (París, 1847-49, 2 vol.)
- Documents inédits pour servir à l'histoire de l'Italie depuis le VIIIe siècle jusqu'au XIIIe (París, 1850)
- Les poètes franciscains en Italie au XIIIe siècle (París, 1852)
- Œuvres complètes, editadas por Jean-Jacques Ampère (4.ª ed., París 1999, 11 vol

#### Ediciones en español
- Ozanam, Antonio F. Una peregrinación al país del Cid y otros escritos. Espasa-Calpe. ISBN 978-84-239-0939-1.
- Ozanam, Antonio F. Poetas franciscanos de Italia en el siglo XIII. Espasa-Calpe. ISBN 978-84-239-0888-2.
- Ozanam, Antonio F. Correspondencia. Tomo I: Cartas de juventud (1819-1840). Editorial La Milagrosa. ISBN 978-84-944491-1-6.